# Skånes-Fagerhults socken
Skånes-Fagerhults socken i Skåne ingick i Norra Åsbo härad, ingår sedan 1971 i Örkelljunga kommun och motsvarar från 2016 Skånes Fagerhults distrikt.
Socknens areal är 82,51 kvadratkilometer varav 78,02 land (innan införlivning av del från Hishult 1949). År 2000 fanns här 1 604 invånare. Tätorten Skånes-Fagerhult med sockenkyrkan Skånes-Fagerhults kyrka  ligger i socknen.

## Administrativ historik
Socknen har medeltida ursprung. 1949 överfördes hit en del, Långalt, från Hishults socken. Namnet var före 10 juni 1949 Fagerhults socken. Den 1 januari 1952 (enligt beslut den 3 mars 1950) överflyttades Värsjö och Sjöholma byar på 24,32 km² till Skånes-Fagerhult från Röke socken.
Vid kommunreformen 1862 övergick socknens ansvar för de kyrkliga frågorna till Fagerhults församling och för de borgerliga frågorna bildades Fagerhults landskommun. Landskommunen uppgick 1971 i Örkelljunga kommun.
1 januari 2016 inrättades distriktet Skånes-Fagerhult, med samma omfattning som församlingen hade 1999/2000.
Socknen har tillhört län, fögderier, tingslag och domsagor enligt vad som beskrivs i artikeln Norra Åsbo härad. De indelta soldaterna tillhörde Skånska husarregementet.

## Geografi
Skånes-Fagerhults socken ligger nordväst om Hässleholm. Socknen är en moss- och sjörik skogsbygd.

## Kommunikationer
Skånes Fagerult låg på järnvägslinjen Värnamo-Helsingborg, Skåne–Smålands Järnväg. Järnvägsstationen öppnade den 15 januari 1894 och lades ned den 12 maj 1968.

## Fornlämningar
Från stenåldern har boplatser påträffats.

## Namnet
Namnet skrevs 1524 Farolt och kommer från kyrkbyn. Efterleden innehåller hult, 'skogsdunge'. Förleden innehåller fager, 'passande, tjänlig'.. Socknen och församlingen hette fram till den 6 oktober 1949 endast Fagerhult. Då tillades till namnet landskapsbestämningen "Skånes" för att skilja detta Fagerhult från Fagerhults socken och församling i Kalmar län och Växjö stift.